# Wolfgang Fleischer (Historiker)
Wolfgang Fleischer (* 1952) ist ein deutscher Militärhistoriker.

## Leben
Fleischer absolvierte zunächst eine Ausbildung zum Matrosen der Binnenschifffahrt. Er arbeitete ab 1972 als Zivilmitarbeiter der Nationalen Volksarmee eine Stelle am Armeemuseum der DDR in Dresden. Sein Studium der Militärgeschichte an der Humboldt-Universität Berlin und dem Militärgeschichtlichen Institut der NVA in Potsdam schloss er mit dem akademischen Grad Diplom-Historiker ab. Nach der Wiedervereinigung wurde Fleischer von der Bundeswehr als Beamter des höheren Dienstes besonderer Fachrichtung übernommen. Er führte die Amtsbezeichnung Wissenschaftlicher Oberrat.
Fleischer war Mitglied der Historikerkommission der Landeshauptstadt Dresden zu den Luftangriffen auf Dresden zwischen dem 13. und 15. Februar 1945.

## Werk
Sein Arbeitsschwerpunkt ist die deutsche Militärtechnik des Zweiten Weltkrieges sowie die Geschichte, Ausrüstung und Kennzeichnung deutscher militärischer Verbände im gleichen Zeitraum. Seit 1990 veröffentlicht er in verschiedenen Verlagen seine Werke. Zu Beginn seiner Autorentätigkeit gab es eine enge Zusammenarbeit mit dem Podzun-Pallas-Verlag.
In die öffentliche Kritik geriet Fleischer im Jahr 2010 nach der Veröffentlichung des Buches Sachsen 1945 im NPD-eigenen Verlag Deutsche Stimme und einem Interview in der als rechtsextremistisch eingestuften Deutschen Militärzeitschrift. Ein Sprecher der Bundeswehr äußerte sich im Nachgang, dass das Werk fachlich in Ordnung sei. Sein Vorgesetzter Matthias Rogg stellte fest, dass sich im Buch keine braune Fährte findet. Beanstandet wurde von Rogg ein deskriptiver Duktus.
Nach diesem Ereignis folgten weitere Veröffentlichungen mit technischem Schwerpunkt. Hierzu zählen auch die enzyklopädischen Werke der Typenkompass-Reihe des Motorbuch-Verlages, welche teils erstmalig in kompakter Form den aktuellen Wissensstand zur militärischen Ausrüstung der deutschen Streitkräfte in bestimmten Teilbereichen darstellen, wie zum Beispiel der Typenkompass – Bespannte Fahrzeuge des deutschen Heeres bis 1945.

## Publikationen (Auswahl)
- 2022
  - Feldwagen in Uniform – Wagen, Karren, Schlitten und Ausrüstung bis 1945
- 2020
  - Militärtechnik des Zweiten Weltkrieges – Entwicklung, Einsatz, Konsequenzen
- 2018
  - T-34 Russlands Standard-Panzer im Zweiten Weltkrieg
  - Bespannte Fahrzeuge des deutschen Heeres bis 1945 – Typenkompass
  - Deutsche Nahkampfmittel – Munition, Granaten und Kampfmittel bis 1945
- 2017
  - Military Technology of World War One. Development, Use and Consequences
- 2016
  - Deutsche Landminen und Zünder bis 1945 – Kampfmittel und Militärausrüstung
- 2015
  - Deutsche Abwurfmunition im Zweiten Weltkrieg – Basiswissen über Bomben, Behälter, Lufttorpedos, Minen, Verpackungen und Zünder
  - Deutsche Heeresfahrzeuge – Anhänger und Sonderanhänger bis 1945
  - Panzerkampfwagen – Technik, Tanks und Taktik im Ersten Weltkrieg
- 2014
  - Militärtechnik des Ersten Weltkrieges – Entwicklung, Einsatz, Konsequenzen
- 2013
  - Deutsche Artillerie 1914–1918 – Typenkompass
- 2012
  - Deutsche Kanonen und Mörser
  - Militärfahrzeuge des deutschen Heeres 1905–1918 – Typenkompass
  - Spurensuche: Bodenfunde zur deutschen Militärgeschichte 1939–1945 – Band 4
  - Das letzte Jahr der Waffen-SS – Mai 1944 bis Mai 1945 – In Zusammenarbeit mit Richard Eiermann
- 2011
  - Militärarchäologie des Zweiten Weltkrieges – Basiswissen und Episoden der militärhistorischen Feldforschung
  - Panzer – 1000 Militärfahrzeuge im Porträt
- 2010
  - Sachsen 1945. In Zusammenarbeit mit Roland Schmieder
- 2007
  - Truppenkennzeichen des deutschen Heeres und der Luftwaffe 1939–1945
  - Die deutschen Sturmgeschütze 1935–1945
  - Unternehmen Barbarossa 1941
- 2006
  - Die Fahrzeuge, Waffen, Munition und Ausrüstung der Waffen-SS
  - Taktische Zeichen auf den Fahrzeugen des deutschen Heeres 1939–1945
  - Deutsche Nahkampfmittel bis 1945
- 2005
  - Die deutschen Panzeraufklärer 1935–1945: Technik, Gliederung und Einsätze der motorisierten und gepanzerten Aufklärungstruppe
  - Der Panzerkampfwagen VI Tiger bei der Truppe – Waffen-Arsenal Highlight Band 19
- 2004
  - Feldbefestigungen des deutschen Heeres: 1939–1945
  - Das Kriegsende in Sachsen 1945: eine Dokumentation der Ereignisse in den letzten Wochen des Krieges
  - Gepanzerte Feuerkraft: die deutschen Kampfwagen-, Panzerjäger- und Sturmkanonen, Sturmhaubitzen und Mörser bis 1945
  - Schwere Artillerie im Einsatz – Die Geschütze der Heeresartillerie im Jahr 1944 – Waffen-Arsenal Sonderband 77
  - Operation Zitadelle: Die größte Panzerschlacht des Zweiten Weltkriegs
- 2003
  - Die deutsche Panzerjägertruppe 1935–1945: Katalog der Waffen, Munition und Fahrzeuge
  - Deutsche Abwurfmunition bis 1945: Sprengbomben – Brandbomben – Sonderabwurfmunition – Abwurfbehälter – Zünder
  - Ratsch-Bumm – Legende und Wahrheit – Über die russischen 7,62-cm-Feldkanonen und ihre Verwendung in der deutschen Wehrmacht – Waffen-Arsenal Sonderband 75
  - Panzerkampfwagen 35 (t) – Waffen-Arsenal Special Band 37
- 2002
  - Panzerkampfwagen Tiger – In Zusammenarbeit mit Horst Scheibert
  - Der Panzerkampfwagen IV – Rückgrat der deutschen Panzerverbände – Waffen-Arsenal Special Band 33
  - Gepanzerte Raritäten auf Rädern und Ketten – Waffen-Arsenal Special Band 35
  - Die 2-cm-Flugabwehrkanonen 30 und 38 – Waffen-Arsenal Sonderband S-68
  - Waffen und Fahrzeuge der Heere und Luftstreitkräfte – Waffen-Arsenal Sonderband 68
- 2001
  - Panzerkampfwagen V Panther – Waffen-Arsenal Special Band 30
  - Panzerkampfwagen III – Der Panzer der Blitzkriege – Waffen-Arsenal Band 187
- 2000
  - Die Fahrzeuge, Waffen, Munition und Ausrüstung der Waffen-SS
  - Sturmgeschütz – In Zusammenarbeit mit Uwe Feist
  - Raupenschlepper OST – Entwicklung und Einsätze – Waffen-Arsenal Special Band 27
  - Deutsche Kampfpanzer im Einsatz 1939–1945
  - Die motorisierte Artillerie und Panzerartillerie des deutschen Heeres 1935–1945 – In Zusammenarbeit mit Richard Eiermann
  - Die größte Panzerschlacht des Zweiten Weltkrieges – Operation Zitadelle – In Zusammenarbeit mit Richard Eiermann
- 1999
  - Die Heeresversuchsstelle Kummersdorf, Bd. 1, Maus, Tiger, Panther, Luchs, Raketen und andere Waffen der Wehrmacht bei der Erprobung
  - Die Heeresversuchsstelle Kummersdorf, Bd. 2, Augenzeugenberichte, Fotografien, Akten
  - Die motorisierten Schützen und Panzergrenadiere des deutschen Heeres 1935–1945. In Zusammenarbeit mit Richard Eiermann
- 1998
  - Unternehmen Barbarossa 1941
- 1997
  - Die größte Panzerschlacht des Zweiten Weltkrieges – Operation Zitadelle
  - Das letzte Jahr der Waffen-SS, Mai 1944 – Mai 1945. In Zusammenarbeit mit Richard Eiermann
  - Das letzte Jahr des deutschen Heeres, 1944–1945. In Zusammenarbeit mit Richard Eiermann
- 1996
  - Die deutschen Sturmgeschütze 1935–1945
- 1995
  - Deutsche Panzer 1935–1945; Technik, Gliederung und Einsatzgrundsätze der deutschen Panzertruppen
  - Heeresübliche Kraftfahrzeuge und Anhänger der Reichswehr – Waffen-Arsenal Band 155
  - Die Heeresversuchsstelle Kummersdorf
- 1994
  - Deutsche leichte und schwere Infanteriegeschütze 1914–1945 – Waffen-Arsenal Sonderband 34
- 1993
  - Deutsche Panzernahbekämpfungsmittel 1917–1945 – Waffen-Arsenal Band 140
  - Geschütze am Atlantikwall 1942–1945 – Waffen-Arsenal Sonderband 29
- 1990
  - Schwere 24-cm-Kanone: Entwicklung und Einsätze 1916–1945 – Waffen-Arsenal Band 138